# Josh Dibb
Josh Dibb ou Deakin é um músico americano de musica eletrônica, é um dos membros do grupo Animal Collective.
| “ | Acho que o som de um grupo vem mostre como vivem suas vidas e com o que eles se cercam. | ” |